# Герб Гдова
Герб Гдова Псковской области Российской Федерации.
Герб утверждён решением Собрания депутатов Гдовского района от 26 февраля 2002 года как герб Гдовского муниципального района и города Гдова.
Герб внесён в Государственный геральдический регистр Российской Федерации под регистрационным номером 943.
Решением Собрания депутатов Гдовского района от 27 июля 2021 года № 294 Гдовский район обрёл новый герб, отличный от герба города, так как именно городу был пожалован в 1781 году был пожалован исторический герб.

## Описание герба
«В золотом поле повышенная зелёная земля и поверх всего тринадцать золотых снопов льна в три пониженных и сближенных ряда (4, 5, 4); первый и последний во втором ряду видны на половину».
Герб может воспроизводиться в двух равнодопустимых версиях: полной — с вольной частью с гербом Псковской области в верхнем углу; упрощённой — без вольной части. (Полная версия герба вступает в силу после внесения герба Псковской области в Государственный геральдический регистр Российской Федерации).

## Обоснование символики
За основу герба муниципального образования «Гдовский район» и города Гдова взят исторический герб города Гдова Санкт-Петербургской губернии, Псковского Наместничества утверждённый 28 мая 1781 года, подлинное описание которого гласит: «В верхней части щита герб Псковский. В нижней — уставленное льняными снопиками золотое поле, чем окрестности сего города изобилуют».
Золото в геральдике символизирует прочность, величие, интеллект, великодушие, богатство.
Зелёный цвет символизирует весну, радость, надежду, жизнь, природу и здоровье.

## История герба Гдова
Исторический герб Гдова был Высочайше утверждён 28 мая 1781 года императрицей Екатериной II вместе с другими гербами городов Псковского наместничества. (ПСЗРИ, 1781, Закон № 15162).
Подлинное описание герба города Гдова гласило:

«Уставленное льняными снопиками золотое поле, чѣм окрестности сего города изобилуютъ. В верхней части щита - герб Пскова.
В 1859 году, в период геральдической реформы Кёне, был разработан проект нового герба уездного города Гдова Санкт-Петербургской губернии (официально не утверждён):«В золотом поле зеленый льняной сноп. В вольной части герб Санкт-Петербургской губернии. Щит увенчан серебряной башенной короной о трёх зубцах и окружён золотыми колосьями, соединёнными Александровской лентой».
В советский период исторический герб Гдова (1781 года) не использовался.
Ныне действующий герб города Гдова и Гдовского района был разработан при содействии Союза геральдистов России.
Авторы реконструкции исторического герба Гдова: Константин Моченов (Химки); Михаил Медведев (Санкт-Петербург), художник — Роберт Маланичев (Москва), компьютерный дизайн — Сергей Исаев (Москва).